# Poul Hansen (politiker, 1910-1989)
 For alternative betydninger, se Poul Hansen. (Se også artikler, som begynder med Poul Hansen)
Poul Carl Zukunft Hansen (født 7. maj 1910 på Fødselsstiftelsen i København, død 30. oktober 1989) var en dansk forretningsfører og politiker. Han sad i Folketinget for Socialdemokratiet fra 1939 til 1960. Han blev efter at have nedlagt sit folketingsmandat 21. marts 1960 anholdt og efterfølgende idømt to et halvt års fængsel for bedrageri. Han tog navneforandring 13. november 1963 til Poul Carl Zukunft.
Poul Hansen var søn af Carl Peter Hansen og hustru Dina Caroline Zukunft. Han blev født på Fødselsstiftelsen 9. maj 1910 og døbt i Sundby Kirke 9. oktober. Faren var maskinmester på et skib. Familien flyttede i 1916 til Svendborg hvor Hansen voksede op. Han blev efter sin skolegang ansat på Øxenbjerg Dampmølle i 1924, først som kontorbud, og han var kontorelev 1925-1929 og derefter kontorist. Hansen tog handelseksamen i 1927. Han blev på dampmøllen til han valgt til Folketinget i 1939.
Han var tidligt aktiv i DSU og HK Ungdom. Han var kasserer i DSU's Svendborg-afdeling 1930-1932, medlem af bestyrelsen i Svendborg Sygekasse fra 1935 og medlem af forretningsudvalget i De samvirkende Fagforbund fra 1938. Hansen blev forretningsfører i Svendborg Andelsboligforening i 1938. Han blev valgt til Folketinget i 1939 og var da med 28 år det yngste folketingsmedlem.
Fordi der i samme periode som Poul Hansen var medlem af Folketinget, også var tre andre socialdemokratiske folketingsmedlemmer med navnet Poul Hansen, blev han kaldt Poul Hansen (Svendborg) i folketinget efter hans opstillingskreds for at skelne mellem dem. De tre andre var tilsvarende Poul Hansen (Kalundborg), Poul Hansen (Slagelse) og Poul Hansen (Grenå).
Poul Hansen blev suspenderet som forretningsfører for Svendborg Andelsboligforening 20. april 1960 og politianmeldt idet en revison havde opdaget dokumentfalsk og underslæb. Justitsministeriet anmodede Folketinget og at ophæve Hansens parlamentariske immunitet så han kunne fængsles, men Hansen nedlagde sit folketingsmandat allerede 21. april så anmodningen bortfaldt. Han blev den 3. juni 1960 idømt 2 et halvt års fængsel. Efterforskningen viste at han bedraget boligforeningen for 130.000 kr. siden 1945. Poul Hansen erklærede sig skyldig og hjalp med sagens opklaring. Han afsonede sin straf i Vridsløselille Fængsel. Hansen takkede i et brev fra 1962 Svendborgs daværende borgmester Svend Åge Andersen for hjælp til at få et nyt job, men det fremgår ikke af brevet hvilket arbejde det var.
Hans plads i Folketinget blev frem til folketingsvalget 1960 overtaget af Børge Jensen.